# Cesáreo del Villar Besada
Césareo del Villar Besada (Caldas de Reyes, 1875-Madrid, 1941), conocido por su seudónimo Karikato, fue un ilustrador, dibujante y militar español. 

## Biografía
Nacido en el municipio pontevedrés de Caldas de Reyes el 31 de enero de 1875, usó el seudónimo «Karikato». Contribuyó en publicaciones periódicas como la revista Nuevo Mundo durante muchos años, además de en Blanco y Negro y ABC, entre otras. También ilustró obras de Taboada. Falleció en julio de 1941 en Madrid. También fue militar.
En palabras de Manuel Carretero «la gracia de las obras de Villar no es rebuscada, y esto se observa fácilmente en todos sus dibujos, de los cuales algunos son profundas caricaturas de nuestras malas y caducas costumbres. Las niñas cursis, los pollitos hueros, todo lo habréis visto bien representado en las láminas compuestas por Villar, que une á su modestia un talento clarísimo».